# Spiesmelde
Spiesmelde (Atriplex prostrata, synoniem: Atriplex hastata) is een eenjarige plant die behoort tot de amarantenfamilie (Amaranthaceae). Het is een plant van vochtig, stikstofrijk kleibouwland, langs wegen, op vloedmerken, schorren en kwelders. De plant verdraagt zout in de grond. De soort komt van nature voor in Eurazië. Het aantal chromosomen is 2n = 18. 
De gesteelde spiesmelde (Atriplex longipes) is lang beschouwd als een variëteit van de spiesmelde.
De vaak melig bestoven uitziende plant wordt 20-90 cm hoog. De plant is zeer variabel van vorm en kleur, waardoor er door sommige taxonomen ondersoorten worden onderscheiden. De plant kan donkergroen tot grijsgroen zijn en vaak ook roodachtig. De vaak verdikte, driehoekige, spiesvormige bladeren kunnen tot 10 cm lang worden.

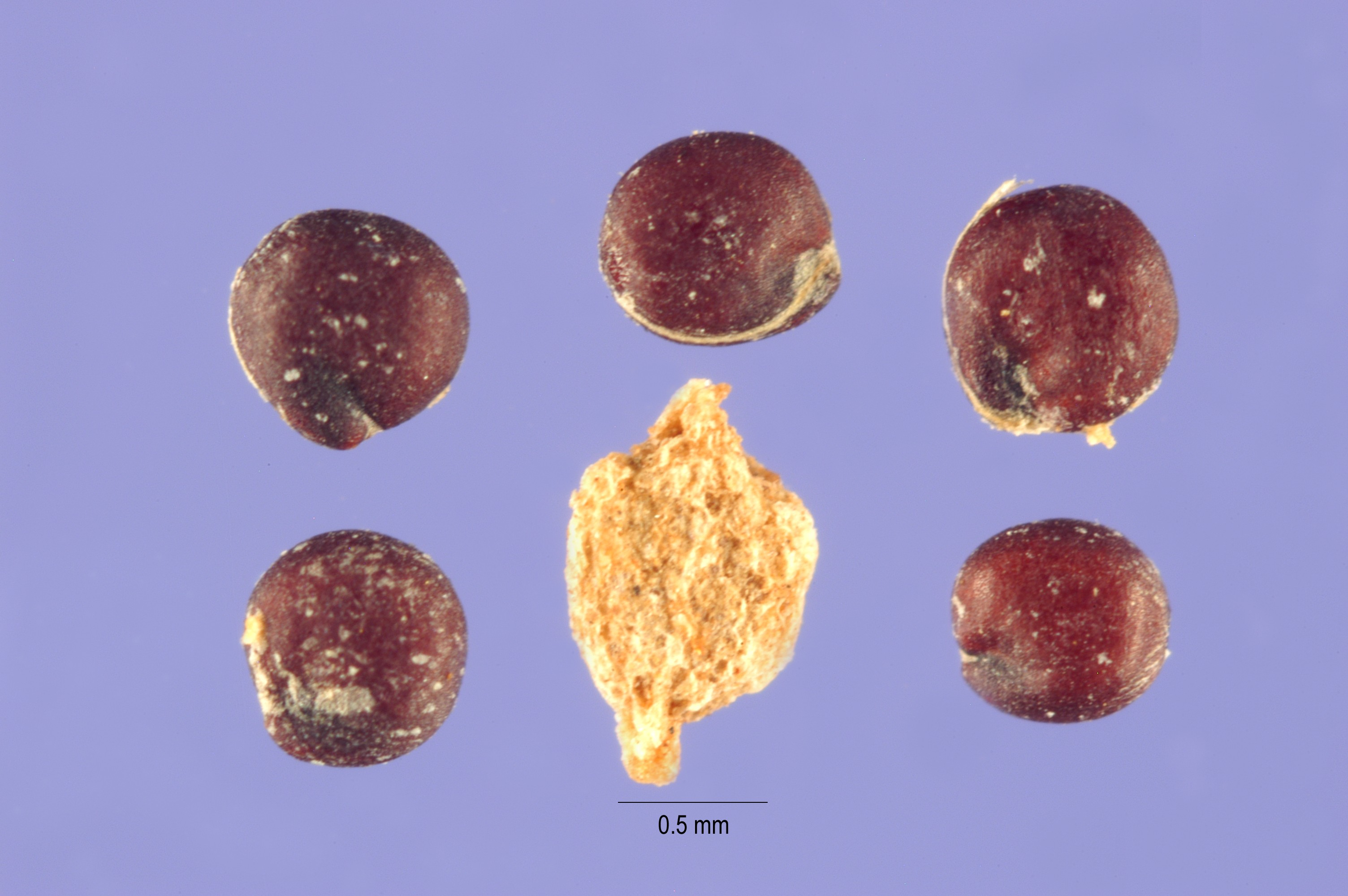
Vrucht en zaden

Spiesmelde bloeit van juli tot september. Op dezelfde plant komen zowel mannelijke als vrouwelijke bloemen voor. Bestuiving gebeurt door de wind. De bloemen zijn sterk gereduceerd. De mannelijke bloemen hebben alleen kelkbladen. De vrouwelijke bloemen hebben geen kelkbladen en ook geen kroonbladen. Bij de vrouwelijke bloem komen wel twee karakteristieke vruchtkleppen voor, die als een soort vleugels aan de vrucht zitten, waardoor deze beter door de wind verspreid wordt. De driehoekige vruchtkleppen worden tot 8 mm lang. De rand kan getand zijn en het bracteool (vruchtklep) kan op de rugzijde kleine wratachtige aanhangsels hebben. De vruchtkleppen zijn maximaal tot een kwart vergroeid, meestal niet verdikt en verharden iets tijdens het afrijpen. Het worteltje in het zaad wijst horizontaal tot schuin omhoog. De vrucht is een nootje.

## Ondersoorten
Door sommige taxonomen worden de volgende ondersoorten onderscheiden:
- A. prostrata subsp. prostrata
- A. prostrata subsp. deltoidea
- A. prostrata subsp. latifolia
- A. prostrata subsp.. triangularis